# Бено
Бено́ (фр. Beynost) — коммуна во Франции, находится в регионе Рона — Альпы. Департамент — Эн. Входит в состав кантона Мирибель. Округ коммуны — Бурк-ан-Брес.
Код INSEE коммуны — 01043.

## География
Коммуна расположена приблизительно в 390 км к юго-востоку от Парижа, в 16 км северо-восточнее Лиона, в 45 км к юго-западу от Бурк-ан-Бреса.
По территории коммуны протекает река Серен.

## Климат
Климат полуконтинентальный с холодной зимой и тёплым летом. Дожди бывают нечасто, в основном летом.

## Население
Население коммуны на 2010 год составляло 4475 человек.
| 1962 | 1968 | 1975 | 1982 | 1990 | 1999 | 2010 |
| ---- | ---- | ---- | ---- | ---- | ---- | ---- |
| 1386 | 1763 | 2311 | 2714 | 3141 | 3528 | 4475 |

## Администрация
| Период | Период | Фамилия         | Партия        | Примечания |
| ------ | ------ | --------------- | ------------- | ---------- |
| 1981   | 1983   | Мишель Дерен    |               |            |
| 1983   | 1985   | Жан Лами        |               |            |
| 1985   | 1995   | Ив Вуазен       |               |            |
| 1995   | 2008   | Клод-Жан Гарнье |               |            |
| 2008   | 2020   | Мишель Нико     | Разные правые |            |

## Экономика
В 2010 году среди 2849 человек трудоспособного возраста (15—64 лет) 2141 были экономически активными, 708 — неактивными (показатель активности — 75,1 %, в 1999 году было 70,1 %). Из 2141 активных жителей работали 2016 человек (1067 мужчин и 949 женщин), безработных было 125 (67 мужчин и 58 женщин). Среди 708 неактивных 293 человека были учениками или студентами, 252 — пенсионерами, 163 были неактивными по другим причинам.

## Фотогалерея

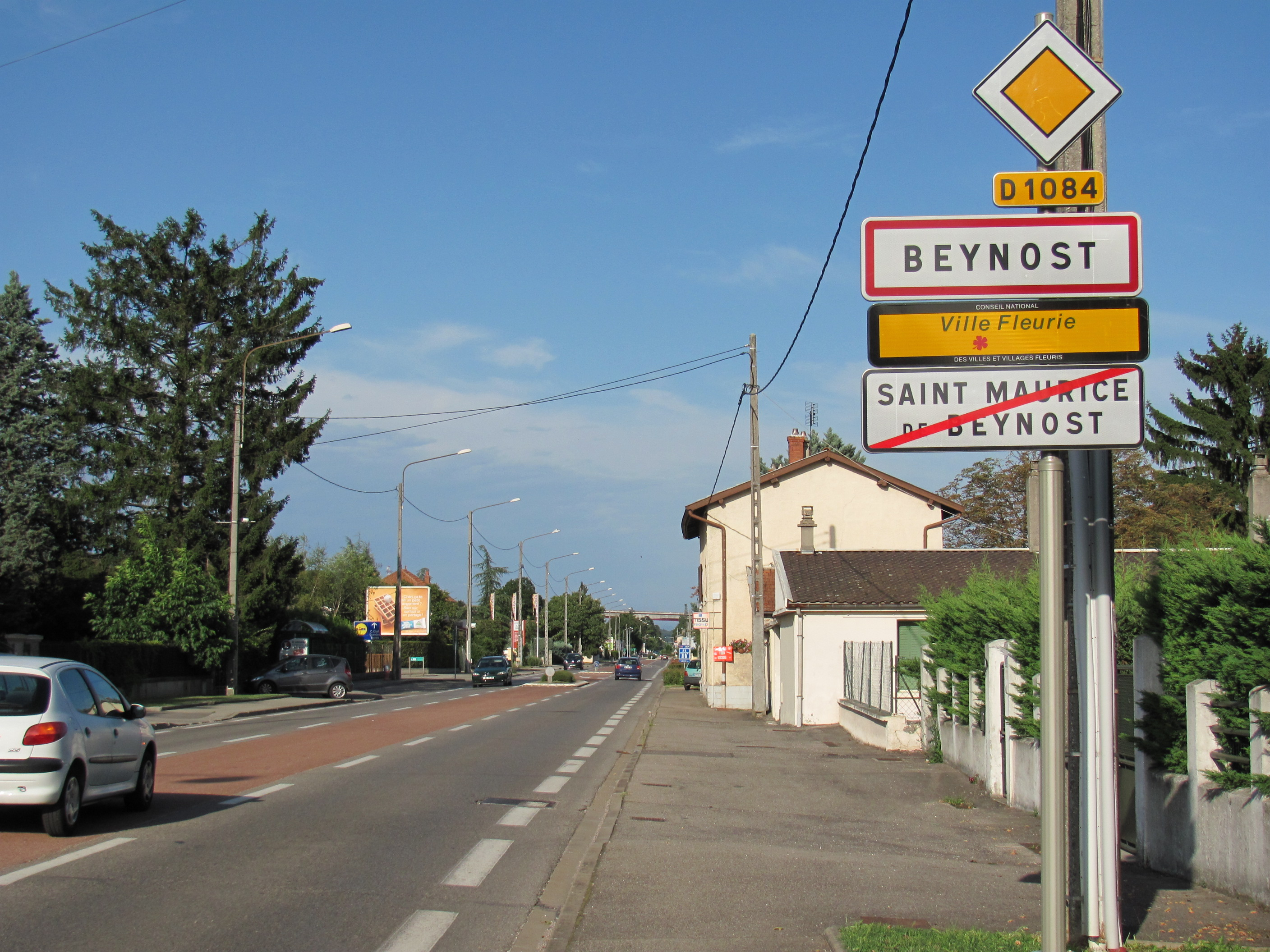
Бено
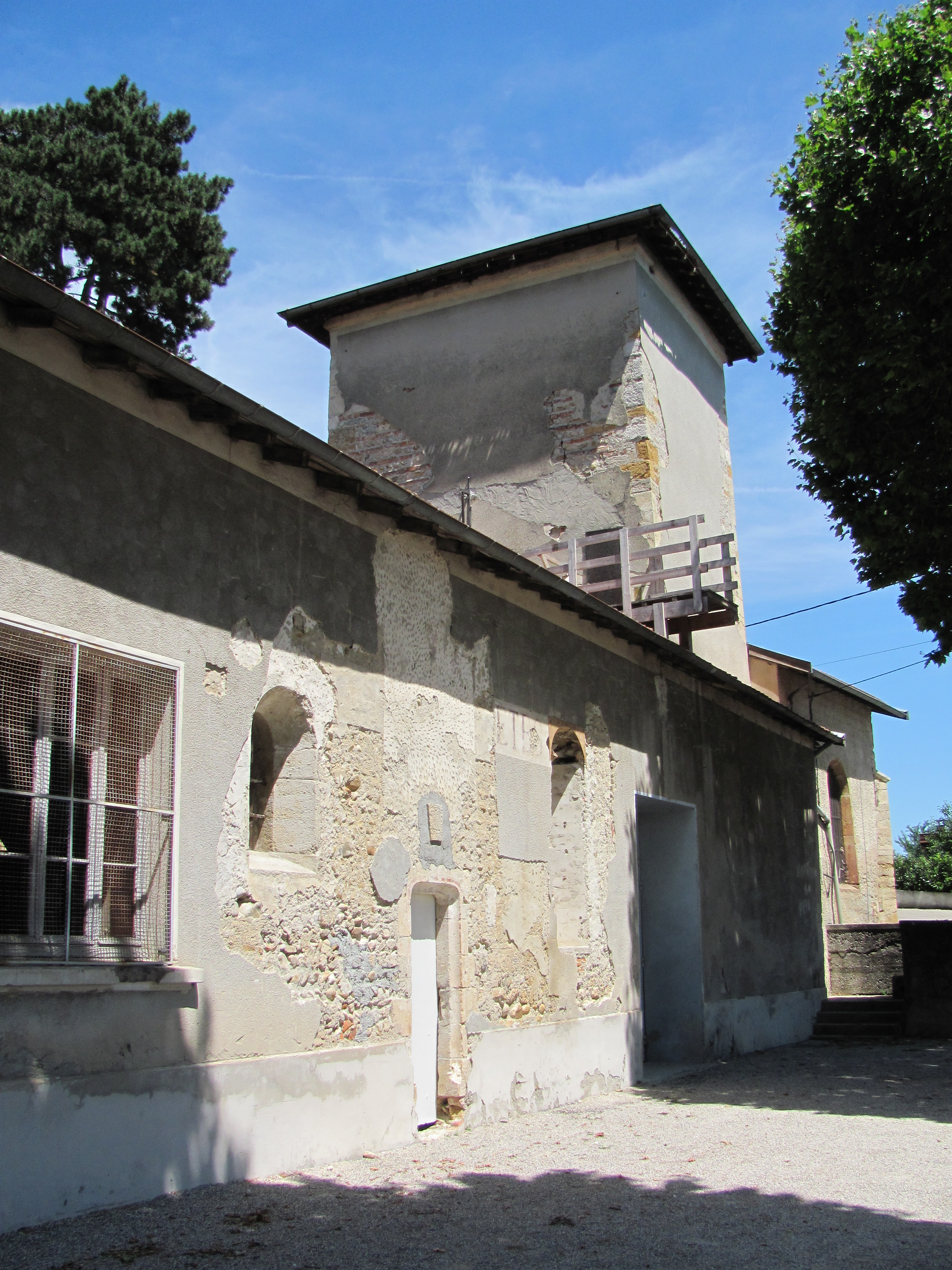
Церковь Св. Иулиана
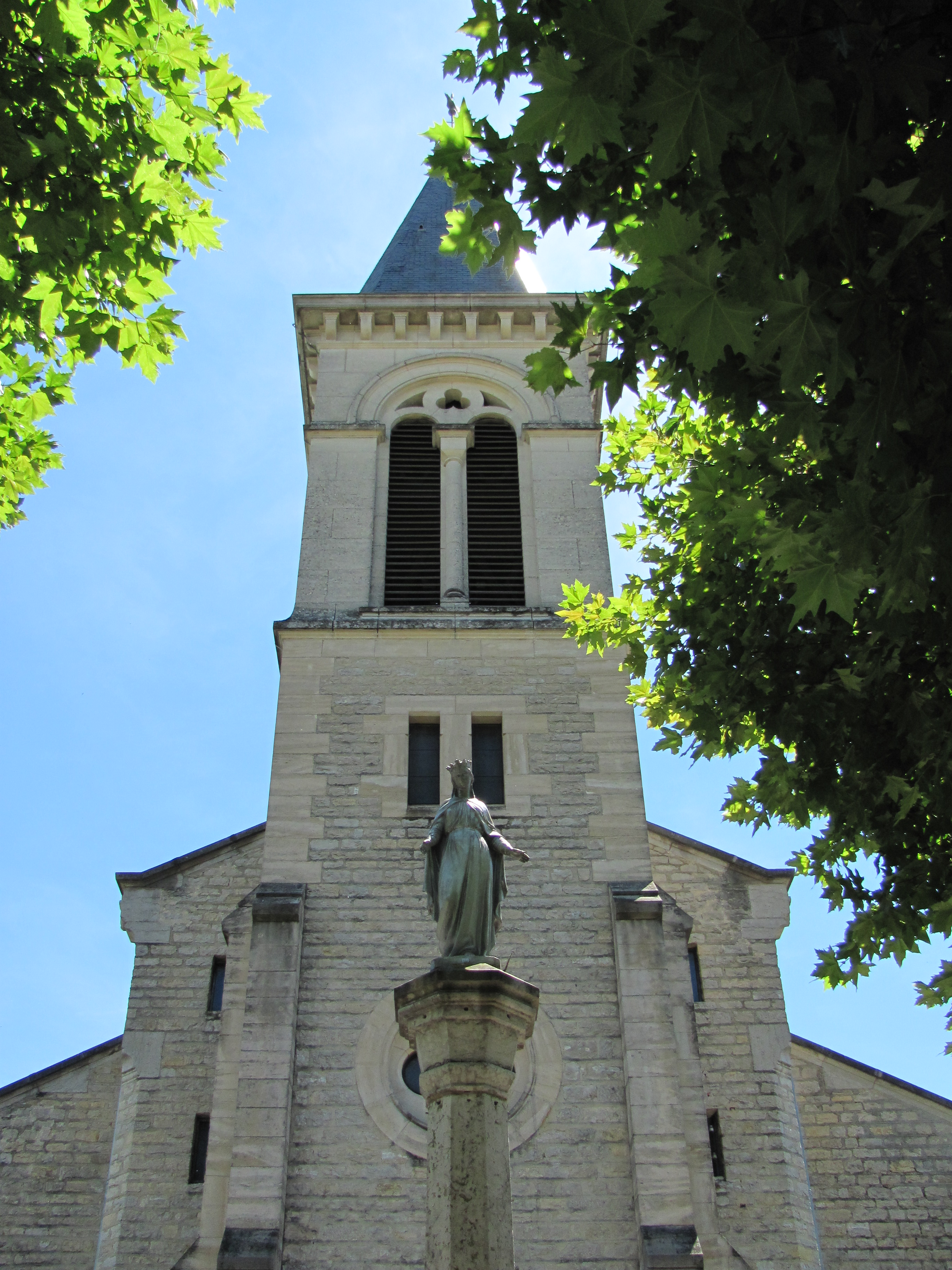
Вторая церковь Св. Иулиана
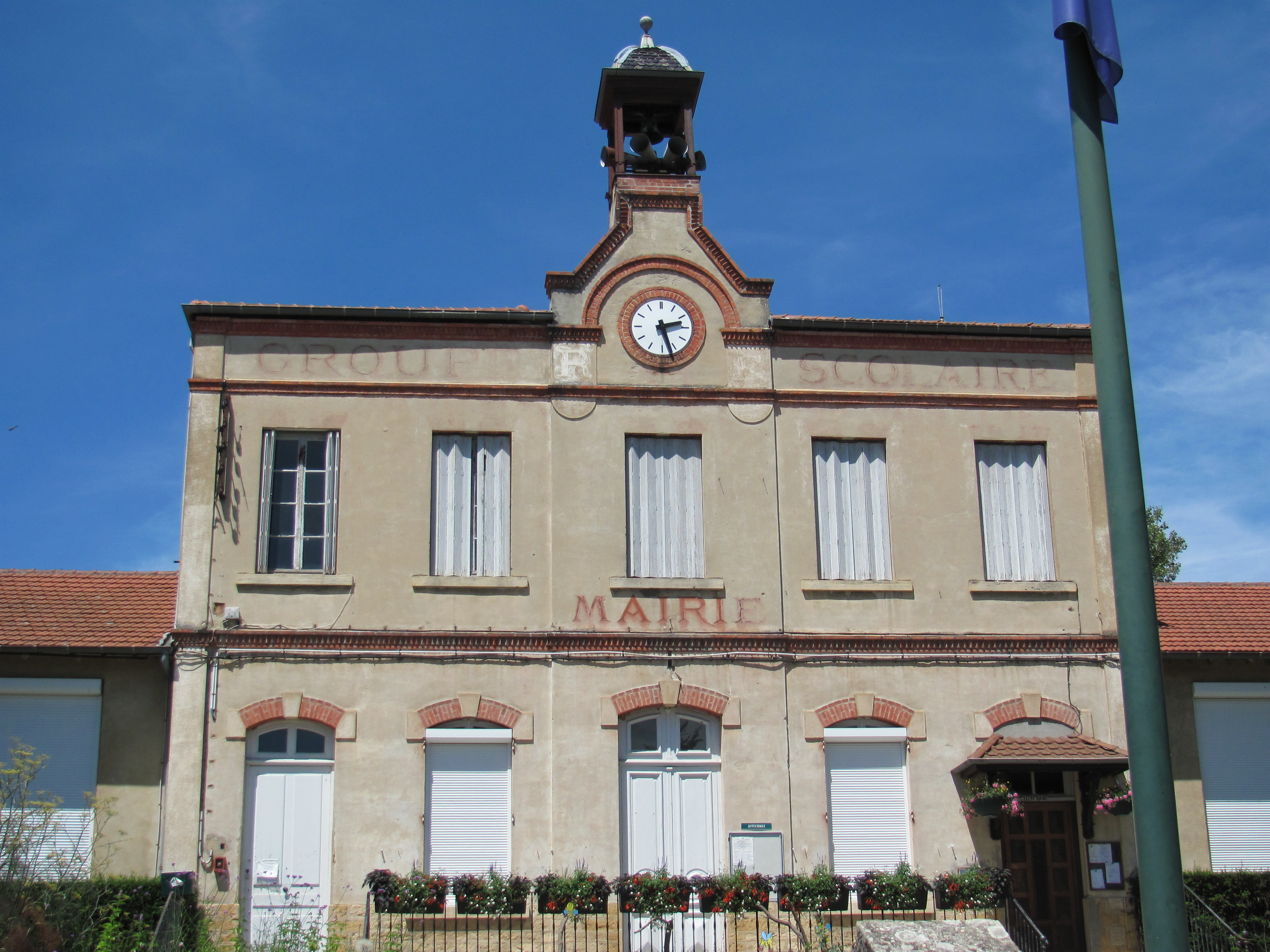
Мэрия
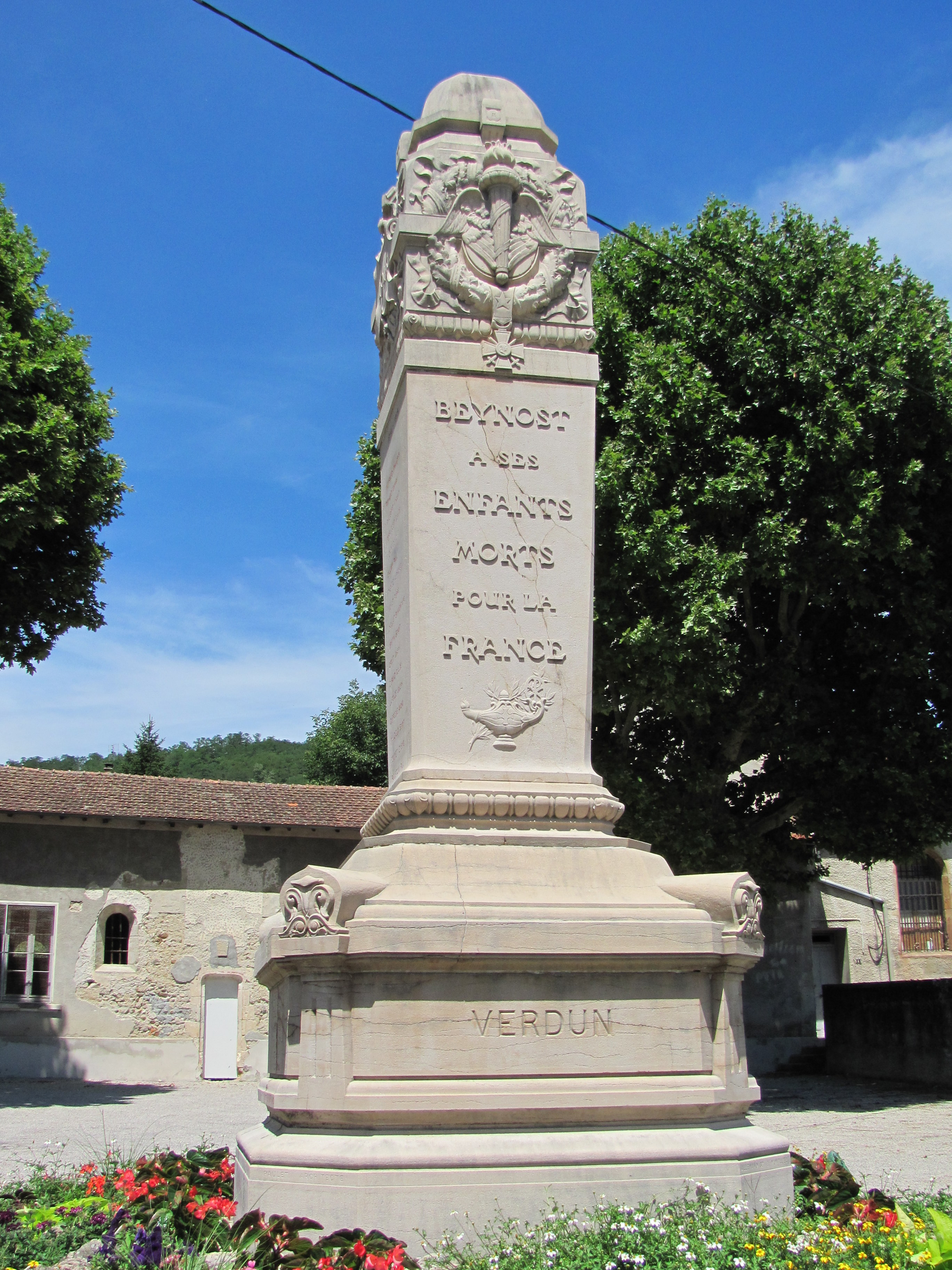
Военный мемориал
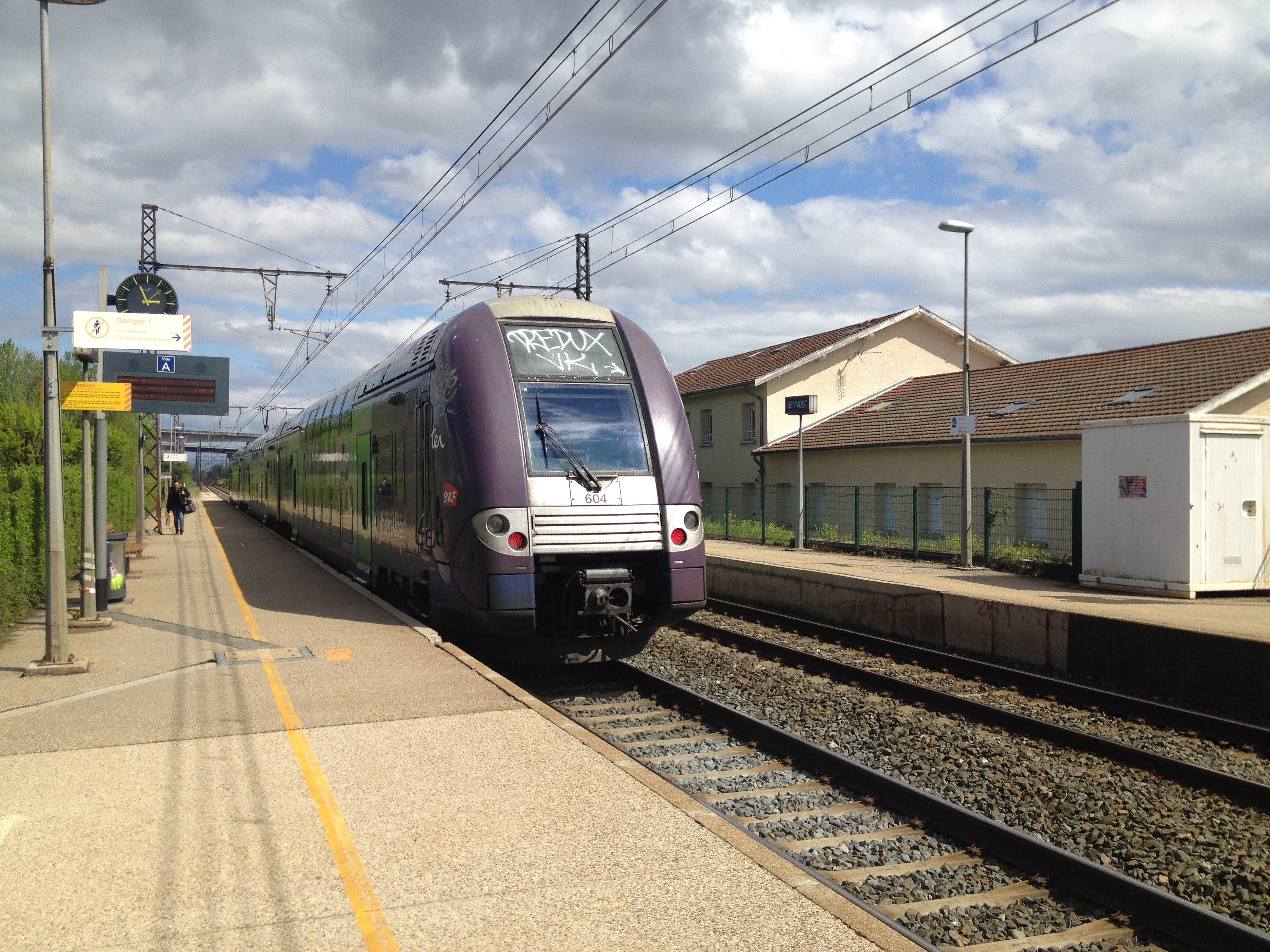
Вокзал